# Declaración de Mequinenza
La Declaración de Mequinenza (Declaració de Mequinensa en catalán) es un documento firmado el día 1 de febrero de 1984 en Mequinenza (Aragón, España) por los alcaldes de 17 ayuntamientos de la zona catalanoparlante aragonesa junto con José Bada Paniello (consejero de cultura del Gobierno de Aragón).
A raíz de la declaración, y cumpliendo una de las propuestas contenidas en ella, el 1 de octubre de 1985 sería firmado y publicado en el Boletín Oficial de Aragón un convenio entre el Gobierno de Aragón y el Ministerio de Educación y Ciencia para la enseñanza del catalán como asignatura voluntaria y evaluable en los colegios de la zona.
Los ayuntamientos firmantes fueron: Arén, Benabarre, Bonansa, Calaceite, La Codoñera, Fabara, Fraga, Mequinenza, Montanuy, Nonaspe, Puente de Montañana, Tolva, Torrente de Cinca, Valderrobres, Valjunquera y Zaidín.

## Contenido de la declaración
Versión en español:

Reunidos en Mequinenza, representantes de los ayuntamientos aragoneses de Arén, Benabarre, Bonansa, Montanuy, Puente de Montañana, Tolva, Zaidín, Fraga, Torrente de Cinca, Mequinenza, Nonaspe, Fabara, Calaceite, Valderrobres, La Codoñera y Valjunquera, bajo la presidencia del consejero de cultura de la Diputación General de Aragón D. José Bada Paniello.

SOMOS CONSCIENTES de la importancia histórica que tiene este primer encuentro entre alcaldes y consejeros de la zona catalano-parlante de Aragón.

RECONOCEMOS que dentro de nuestra Comunidad Aragonesa se hablan diferentes lenguas y que la lengua catalana que se habla en la Franja Oriental pertenece al patrimonio cultural de Aragón.

RECHAZAMOS las denominaciones despectivas de chapurreau y de otras parecidas que todavía se aplican a nuestra lengua materna.

DECLARAMOS:

1º.-Que es urgente desarrollar el Estatuto de Autonomía de Aragón en cuanto a la conservación y estudio de nuestras modalidades lingüísticas.

2º-Que es urgente desarrollar medidas concretas para conseguir la normalización lingüística de Aragón, y que, en el caso de la lengua catalana, significa aceptar como norma la gramática catalana, sin menosprecio de las particularidades lingüísticas de cada pueblo o comarca.

PROPONEMOS: 

1º-Acelerar las gestiones ante el Ministerio de Educación y Ciencia para que el Catalán pueda ser enseñado como asignatura optativa, y por ahora en fase experimental, en las escuelas y centros de Enseñanza de los municipios de la Franja Oriental de Aragón que lo demanden.

2º.-Que la Diputación General de Aragón apoye y fomente la producción literaria autóctona y todos aquellos estudios y tesis que traten de la problemática sociolingüística de la Franja Oriental de Aragón.

3º.-Que la Universidad de Zaragoza, dentro de sus Planes de Estudios y de Investigación se haga cargo de las necesidades culturales y lingüísticas de Aragón.

Por nuestra parte, NOS COMPROMETEMOS a fomentar el uso público del catalán en nuestros pueblos, rotulación bilingüe de callers y plazas, edictos, medios de comunicación, etc...

SOMOS PLENAMENTE CONSCIENTES de que la integración cultural y política de Aragón no es posible sin que todos los aragoneses reconozcan como propia la riqueza cultural y lingüística de la Franja Oriental de Aragón.

Mequinenza, 1 de febrero de 1984

Versión original, en catalán:

Reunits a Mequinensa, representants dels Ajuntaments aragonesos d'Areny, Benabarri, Bonansa, Montanui, Pont de Montanyana, Tolba, Saidí, Fraga, Torrent de Cinca, Mequinensa, Faió, Nonasp, Fabara, Calaceit, Vall de Roures, La Codonyera i Valljunquera, baix la presidència del Conseller de Cultura de la Diputació General d'Aragó, D. José Bada Panillo.

SOM CONSCIENTS de la importància històrica que té aquesta primera trobada d'Alcaldes i Consellers de la zona catalanoparlant d'Aragó.

RECONEIXEM que dintre de la nostra Comunitat Aragonesa es parlen diferents llengües i que la llengua catalana que se parla a la Franja Oriental perteneix al patrimoni cultural d'Aragó.

REBUTJEM les denominacions despectives de “chapurreau” i d'altres paregudes que encara s'apliquen a la nostra llengua materna.

DECLAREM:
1º.-Que és urgent desenvolupar l'Estatut d'Autonomia d'Aragó pel que respecta a la conservació i estudi de les nostres modalitats lingüístiques.

 
2º.-Que és urgent desenvolupar mides concretes per a aconseguir la normalizació lingüística d'Aragó, i que, en el cas de la llengua catalana, significa aceptar com a norma la gramàtica catalana, sense menyspreu de les peculiaritats linguístiques de cada poble o comarca.

PROPOSEM:
1º.-Accelerar les gestions davant del Ministeri d'Educació i Ciència per a que el català pugui ser ensenyat com a assignatura optativa, i per ara en fase experimental, a les escoles i centres d'ensenyament dels municipis de la Franja Oriental d'Aragó que ho demanin.

2º.-Que la diputació General d'Aragó done suport i foment a la producció literària autóctona i a tots aquells estudis i tesis que tracten de la problemàtica sociolinguística de la Franja Oriental d'Aragó.

3º.-Que la Universitat de Saragossa, dins dels seus Plans d'Estudis i d'investigació es faci càrrec de les necessitats culturals i linguístiques d'Aragó.

Per la nostra part, ENS COMPROMETEM a fomentar l'ús públic del català als nostres pobles, retolació bilingüe de carrers i places, edictes, mitjans de comunicació, etc…

SOM PLENAMENT CONSCIENTS de que la integració cultural i política d'Aragó no és possible sense que tots els aragonesos reconeixin com a pròpia la riquesa cultural i linguística de la Franja Oriental d'Aragó.

Mequinensa, 1 de febrer de 1984

## Sucesos posteriores
En cuanto a la política lingüística sobre el catalán en la Franja, se han producido los siguientes acontecimientos posteriormente:
- El 30 de diciembre de 1996: la Ley Orgánica 5/1996 de reforma de este Estatuto, que en su artículo 7 estableció que: Las lenguas y modalidades lingüísticas propias de Aragón disfrutarán de protección. Se garantizará su enseñanza y el derecho de los hablantes en la forma que establezca una Ley de las Cortes de Aragón para las zonas de utilización predominante de aquéllas.
- 10 de marzo de 1999: la Ley 3/1999 del Patrimonio Cultural Aragonés, cuyo artículo 4 reza: El aragonés y el catalán, lenguas minoritarias de Aragón, en el ámbito de las cuales están comprendidas las diversas modalidades lingüísticas, son una riqueza cultural propia y serán especialmente protegidas por la Administración.
- Año 2003: encuesta de usos lingüísticos en las comarcas orientales de Aragón, elaborada por el Instituto Aragonés de Estadística.[1]
- Año 2004: estadística de usos lingüísticos en la Franja de Aragón, llevada a cabo por parte de la Generalidad de Cataluña[2]
- 22 de diciembre de 2009: Ley de Lenguas de Aragón de 2009), que declaró como lenguas propias: la aragonesa y la catalana[3]
- Año 2009: recurso presentado ante el Tribunal Constitucional por parte de 11 ayuntamientos afectados por la ley del 2009 contra esta, considerando que esta invadía las competencias locales y que por vía de hecho hace cooficial el catalán, lo cual no hace el Estatuto de Autonomía de Aragón[4][5] De estos, 4 habían firmado anteriormente la Declaración: Fraga, Nonaspe, Valderrobres y La Codoñera (siendo los alcaldes de los tres primeros el PP y el del último del PSOE con apoyo del PAR).
- 9 de mayo de 2013: Ley de Lenguas de 2013, que estableció que las lenguas y modalidades lingüísticas propias de Aragón serían la lengua aragonesa propia del área oriental y la lengua aragonesa propia de las áreas pirenaica y prepirenaica.[6]
- 1 de junio de 2013: concejales y alcaldes de municipios de la Franja se reunieron de nuevo en Mequinenza para manifestar su oposición a la ley de 2013, por no reconocer a la lengua catalana como la denominación de 'catalán', sino bajo el circunloquio lengua aragonesa propia del área oriental.[7]
- Año 2017: El Gobierno de Aragón, a través del departamento de Política Lingüística, crea el premio Desideri Lombarte destinado al "reconocimiento a una labor continuada o de especial notoriedad e importancia en cualquiera de los ámbitos sociales, culturales, deportivos, artísticos o económicos que supongan un destacado benefcio para el catalán de Aragón, teniendo especial consideración las actividades destinadas a la dignifcación, difusión, investigación, enseñanza o expresión literaria del catalán de Aragón y constituya un modelo y testimonio ejemplar para la sociedad aragonesa". El galardón se entrega en el marco de la celebración de los actos programados con motivo del Día Europeo de las Lenguas.